# Peter Bull
Peter Cecil Bull (Londra, 21 marzo 1912 – Londra, 20 maggio 1984) è stato un attore britannico che è apparso in ruoli secondari in film classici come La regina d'Africa, Tom Jones e Il dottor Stranamore.

## Biografia
Era il quarto e il più giovane figlio di William Bull, più tardi Sir William Bull, 1 ° Baronetto, membro del Parlamento per Hammersmith.
Bull studiò al Winchester College. La sua prima apparizione teatrale professionale fu in If I Were You allo Shaftesbury Theatre nel 1933.
Era un amico di Alec Guinness, che incontrò per la prima volta alla HMS Raleigh durante l'addestramento nella seconda guerra mondiale, e successivamente all'HMS King Alfred; prestò servizio come ufficiale nella Royal Naval Volunteer Reserve. Raggiunse il grado di tenente comandante e fu insignito del Distinguished Service Cross.
Tornato a recitare nel dopoguerra, apparve in un piccolo ruolo nel film Lo schiavo dell'oro (1951), e interpretò il capitano della nave in La regina d'Africa (1951). Bull fu il primo attore a interpretare Pozzo nella versione in lingua inglese di Aspettando Godot di Samuel Beckett quando uscì il 3 agosto 1955.
La performance di Bull nei panni dell'ambasciatore sovietico, Alexi de Sadesky, in Il dottor Stranamore - Ovvero: come ho imparato a non preoccuparmi e ad amare la bomba (1964) è probabilmente la più nota delle sue numerose apparizioni cinematografiche e televisive. Interpretò inoltre il ruolo di Thwackum  nel film Tom Jones (1963).
Bull scrisse un libro sul tema degli orsacchiotti, Bear With Me, e un libro sulle sue avventure sulle isole greche di Corfù e Paxos (dove possedeva una casa).
Morì a Londra il 20 maggio 1984, all'età di 72 anni, per un infarto.

## Filmografia

### Cinema
- The Secret Voice, regia di George Pearson (1936) - non accreditato
- L'amato vagabondo (The Beloved Vagabond), regia di Curtis Bernhardt (1936)
- Come vi piace (As You Like It), regia di Paul Czinner (1936)
- Sabotaggio (Sabotage), regia di Alfred Hitchcock (1936) - non accreditato
- L'ultimo treno da Mosca (Knight Without Armour), regia di Jacques Feyder (1937) - non accreditato
- La tragedia del K2 (Non-Stop New York), regia di Robert Stevenson (1937)
- Second Best Bed, regia di Tom Walls (1938) - non accreditato
- Maria Antonietta (Marie Antoinette), regia di W. S. Van Dyke (1938) - non accreditato
- L'ultima rosa (The Ware Case), regia di Robert Stevenson (1938)
- Sunset in Vienna, regia di Norman Walker (1939)
- Young Man's Fancy, regia di Robert Stevenson (1939)
- Inspector Hornleigh on Holiday, regia di Walter Forde (1939)
- Contrabbando (Contraband), regia di Michael Powell (1940)
- Dead Man's Shoes, regia di Thomas Bentley (1940)
- Quiet Wedding, regia di Anthony Asquith (1941)
- The Grand Escapade, regia di John Baxter (1947)
- The Turners of Prospect Road, regia di Maurice J. Wilson (1947)
- Sono un criminale (They Made Me a Fugitive), regia di Alberto Cavalcanti (1947)
- Le avventure di Oliver Twist (Oliver Twist), regia di David Lean (1948)
- Sarabanda tragica (Saraband for Dead Lovers), regia di Basil Dearden (1948)
- La diva in vacanza (Woman Hater), regia di Terence Young (1948)
- Il matrimonio è una cosa seria (Look Before You Love), regia di Harold Huth (1948) - non accreditato
- L'allegro moschettiere (Cardboard Cavalier), regia di Walter Forde (1949)
- Alice in Wonderland, regia di Dallas Bower (1949) - voce
- The Lost People, regia di Muriel Box e Bernard Knowles (1949)
- The Reluctant Widow, regia di Bernard Knowles (1950)
- Il covo dei gangsters (I'll Get You for This), regia di Joseph M. Newman (1951)
- Smart Alec, regia di John Guillermin (1951)
- L'incredibile avventura di Mr. Holland (The Lavender Hill Mob), regia di Charles Crichton (1951) - non accreditato
- The Six Men, regia di Michael Law (1951)
- Lo schiavo dell'oro (Scrooge), regia di Brian Desmond Hurst (1951)
- La regina d'Africa (The African Queen), regia di John Huston (1951)
- Salute the Toff, regia di Maclean Rogers (1952)
- The Second Mrs. Tanqueray, regia di Dallas Bower (1952)
- Il paradiso del capitano Holland (The Captain's Paradise), regia di Anthony Kimmins (1953)
- Una storia di guerra (Malta Story), regia di Brian Desmond Hurst (1953) - non accreditato
- Saadia, regia di Albert Lewin (1953)
- Strange Stories, regia di Don Chaffey e John Guillermin (1953)
- Lord Brummell (Beau Brummell), regia di Curtis Bernhardt (1954)
- I perversi (Footsteps in the Fog), regia di Arthur Lubin (1955)
- Occhio di lince (Who Done It?), regia di Basil Dearden (1956)
- Assassino di fiducia (The Green Man), regia di Robert Day (1956)
- La bocca della verità (The Horse's Mouth), regia di Ronald Neame (1958) - non accreditato
- Le meravigliose avventure di Pollicino (Tom Thumb), regia di George Pal (1958)
- Il capro espiatorio (The Scapegoat), regia di Robert Hamer (1959)
- I viaggi di Gulliver (The 3 Worlds of Gulliver), regia di Jack Sher (1960)
- The Rebel, regia di Robert Day (1961)
- Le piace Brahms? (Goodbye Again), regia di Anatole Litvak (1961)
- Follow That Man, regia di Jerome Epstein (1961)
- The Girl on the Boat, regia di Henry Kaplan (1962)
- Tom Jones, regia di Tony Richardson (1963)
- Il castello maledetto (The Old Dark House), regia di William Castle (1963)
- Il dottor Stranamore - Ovvero: come ho imparato a non preoccuparmi e ad amare la bomba (Dr. Strangelove), regia di Stanley Kubrick (1964)
- The Intelligence Men, regia di Robert Asher (1965)
- You Must Be Joking!, regia di Michael Winner (1965)
- Secret Service (Licensed to Kill), regia di Lindsay Shonteff (1965)
- Il favoloso dottor Dolittle (Doctor Dolittle), regia di Richard Fleischer (1967)
- Lock Up Your Daughters!, regia di Peter Coe (1969)
- L'esecutore (The Executioner), regia di Sam Wanamaker (1970)
- Girl Stroke Boy, regia di Bob Kellett (1971)
- Up the Front, regia di Bob Kellett (1972)
- Le avventure di Alice nel paese delle meraviglie (Alice's Adventures in Wonderland), regia di William Sterling (1972)
- Peccato d'amore (Lady Caroline Lamb), regia di Robert Bolt (1972)
- Joseph Andrews, regia di Tony Richardson (1977)
- The Brute, regia di Gerry O'Hara (1977)
- Rosie Dixon - Night Nurse, regia di Justin Cartwright (1978)
- The Tempest, regia di Derek Jarman (1979)
- Barbagialla, il terrore dei sette mari e mezzo (Yellowbeard), regia di Mel Damski (1983)

### Televisione
- Such Is Life – serie TV, 4 episodi (1950)
- The Pickwick Papers – serie TV, 4 episodi (1952-1953)
- The Passing Show – serie TV, episodio 2x02 (1953)
- Strictly Personal – serie TV, episodi 1x01-1x02-1x04 (1953)
- Your Favorite Story – serie TV, episodio 1x24 (1953)
- Douglas Fairbanks, Jr., Presents – serie TV, episodio 4x03 (1955)
- Lilli Palmer Theatre – serie TV, episodio 1x12 (1955)
- The Gordon Honour – serie TV, episodi 1x07-2x03 (1955-1956)
- ITV Television Playhouse – serie TV, episodio 2x11 (1956)
- The Adventures of Aggie – serie TV, episodio 1x12 (1956)
- The Adventures of Peter Simple – serie TV, episodio 1x01 (1957)
- The Silver Sword – serie TV, episodio 1x06 (1957)
- Hotel Imperial – serie TV, episodio 1x09 (1958)
- Dial 999 – serie TV, episodio 1x01 (1958)
- Dixon of Dock Green – serie TV, episodio 5x06 (1958)
- The Lost King – serie TV, episodio 1x02 (1958)
- BBC Sunday-Night Theatre – serie TV, 7 episodi (1950-1958)
- Boyd Q.C. – serie TV, episodio 3x09 (1959)
- The Eustace Diamonds – serie TV, episodio 1x03 (1959)

## Doppiatori italiani
Nelle versioni in italiano delle opere in cui ha recitato, Peter Bull è stato doppiato da:
- Bruno Persa ne La regina d'Africa, I perversi
- Vinicio Sofia in Sarabanda tragica
- Manlio Busoni ne Il castello maledetto
- Carlo Romano in Tom Jones
- Arturo Dominici ne Il favoloso dottor Dolittle
- Carlo Baccarini ne Le avventure di Alice nel paese delle meraviglie